# Sjimsjon Tel Aviv
Sjimsjon Tel Aviv (Hebreeuws: מועדון כדורגל שמשון תל אביב, Moadon Kaduregel Shimshon Tel Aviv) is een Israëlische voetbalclub uit Tel Aviv die bestond van 1949 tot 2000 en weer zelfstandig opereert sinds 2011.
De club werd opgericht als eerbetoon aan Sjimsjon Douri, een voormalige speler van Maccabi Tel Aviv die stierf in de Israëlische Onafhankelijkheidsoorlog. In 1960 speelde de club voor het eerst in de hoogste klasse en speelde daar tot 1973 met een 2de plaats in 1971 als hoogtepunt. Na degradatie volgde een onmiddellijke promotie en kon dit keer standhouden tot 1990 en haalde nog 3 keer een podiumplaats.
Na de tweede degradatie in 1990 kon de club niet meer terugkeren naar de hoogste klasse. Langzaam gleed de club weg naar de Liga Artzit (3de klasse) en in 2000 fusioneerde de club met Beitar Tel Aviv, nog een club van vergane glorie, en vormde zo Beitar-Sjimsjon Tel Aviv. Na de fusie met Ironi Ramla in 2011 tot Beitar Tel Aviv Ramla ging Sjimsjon weer zelfstandig verder. Aanvankelijk als jeugdclub maar sinds 2014 ook weer met een eerste team dat in het seizoen 2014/15 in de Liga Gimel (vijfde klasse) speelt. 
De club is geassocieerd met Keremen Hatemaniem, een wijk in Zuid-Tel Aviv.

## Geschiedenis
| - 1960-61 - 8ste - 1961-62 - 9de - 1962-63 - 4de - 1963-64 - 9de - 1964-65 - 9de - 1965-66 - 6de - 1966-68 - 14de - 1968-69 - 12de - 1969-70 - 4de - 1970-71 - 2de |  | - 1971-72 - 14de - 1972-73 - 15de - 1974-75 - 6de - 1975-76 - 6de - 1976-77 - 8ste - 1977-78 - 7de - 1978-79 - 12de - 1979-80 - 3de - 1980-81 - 5de |  | - 1981-82 - 12de - 1982-83 - 2de - 1983-84 - 12de - 1984-85 - 3de - 1985-86 - 10de - 1986-87 - 5de - 1987-88 - 4de - 1988-89 - 6de - 1989-90 - 12de |